# Palimna annulata
Palimna annulata is een keversoort uit de familie van de boktorren (Cerambycidae). De wetenschappelijke naam van de soort werd voor het eerst geldig gepubliceerd in 1792 door Guillaume-Antoine Olivier.